# بتینهو (بازیکن فوتبال، زاده ۱۹۶۶)
گیلبرتو کارلوس ناسیمنتو (به پرتغالی: Gilberto Carlos Nascimento) هافبک اهل برزیل است که در شهر Ipiranga و در تاریخ ۱۴ ژوئن ۱۹۶۶ به دنیا آمده‌است. بتینهو در تیم‌های فوتبال Juventus، کروزیرو، Juventus، پالمیراس، کروزیرو، باشگاه فوتبال شونان بلمار، کاوازاکی فرونتال، باشگاه ورزشی اینترناسیونال، Guarani، باشگاه فوتبال سان خوزه، Santo André، Ipatinga, Francana سابقهٔ حضور دارد.